# Perak Timur
Perak Timur is een bestuurslaag in het regentschap Soerabaja van de provincie Oost-Java, Indonesië. Perak Timur telt 12.958 inwoners (volkstelling 2010).